# Asidonhopo
 Asidonhopo, ook wel Asindo-opo, is een klein dorp in Suriname, in het district Sipaliwini, in het ressort Boven-Suriname, aan de monding van de Pikin Rio, een van de bovenlopen van de Surinamerivier, op 86 meter boven zeeniveau. Het is de zetel van de granman van de Saramaccaners. Aan de overzijde ligt het dorp Akisiaman.
In het dorp is Radio Maife gevestigd.
Bij Aindonhopo ligt het vakantie-eiland Koemaloe.
Abenaston · Adawai · Akisiaman · Akwaukondre · Amakakondre · Asenbaso · Asidonhopo · Aurora · 
Begoeba · Begoon · Bekiokondre · Bendikwai · Bendiwata · Biudoematoe  · Bofokoele · Botopasi ·
Dan · Dangogo · Daume · Debikè · Deboo · Djemongo · Djoemoe · Duwatra ·
Foetoenakaba · Gingiston · Goddo · Godowatra · Goejaba · Gran Slee · Grantatai · Gunsi ·
Heikoenoenoe · Jawjaw ·
Kaajapati · Kajana · Kambaloea · Kampoe · Koonoo · Kuututen ·
Ladouanie · Lespansi · Ligorio · Malobi · Malroseekondre · Masiakriki · Moitori ·
Nazaleti · Nieuw-Aurora · Padalafanti · Pambo Oko · Pikin Slee · Pingpe · Pokigron ·
Saloebanga · Semoisi · Soolan · Stonhoekoe · Tjaikondre · Toemaripa · Toetoeboeka